# César Aira
César Aira (ur. 23 lutego 1949) – argentyński pisarz i tłumacz.

## Życiorys
Urodził się w 1949 w Coronel Pringles w Argentynie. Mieszka w Buenos Aires, gdzie wykłada na Uniwersytecie. Jest również wykładowcą Universidad Nacional de Rosario oraz tłumaczem literatury angielskiej, francuskiej i portugalskiej. Jako pisarz ma w dorobku blisko 100 powieści i zbiorów krótkich opowiadań. Uznawany jest za jednego z najwybitniejszych pisarzy latynoamerykańskich. W 2016 został laureatem chilijskiej nagrody Premio Iberoamericano de Narrativa Manuel Rojas, znalazł się także w finale International Booker Prize. Wymieniany jest wśród faworytów do Literackiej Nagrody Nobla.